# Desa Kranggan (administrativ by i Indonesien, Jawa Tengah, lat -7,34, long 109,07)
Desa Kranggan är en administrativ by i Indonesien.   Den ligger i provinsen Jawa Tengah, i den västra delen av landet, 280 km sydost om huvudstaden Jakarta.